# Inwazja na Albanię

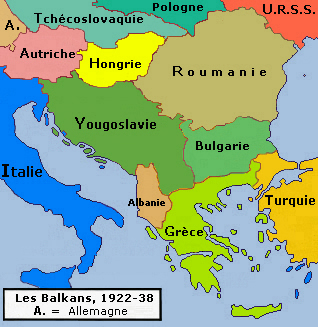
Albania i kraje sąsiednie w latach 1922-38

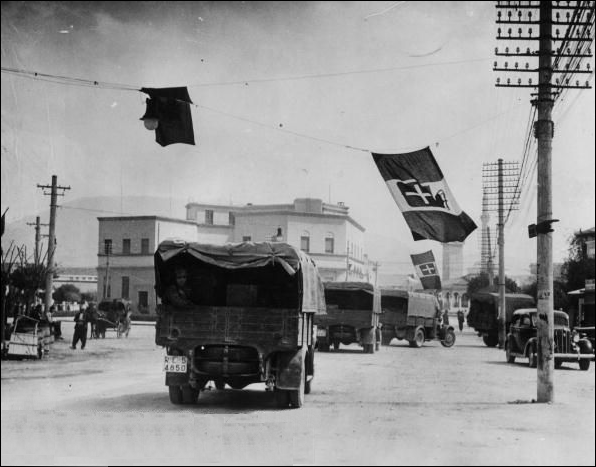
Włoscy żołnierze na ciężarówkach wjeżdżają do albańskiego miasta

Flaga włoskiego protektoratu Albanii

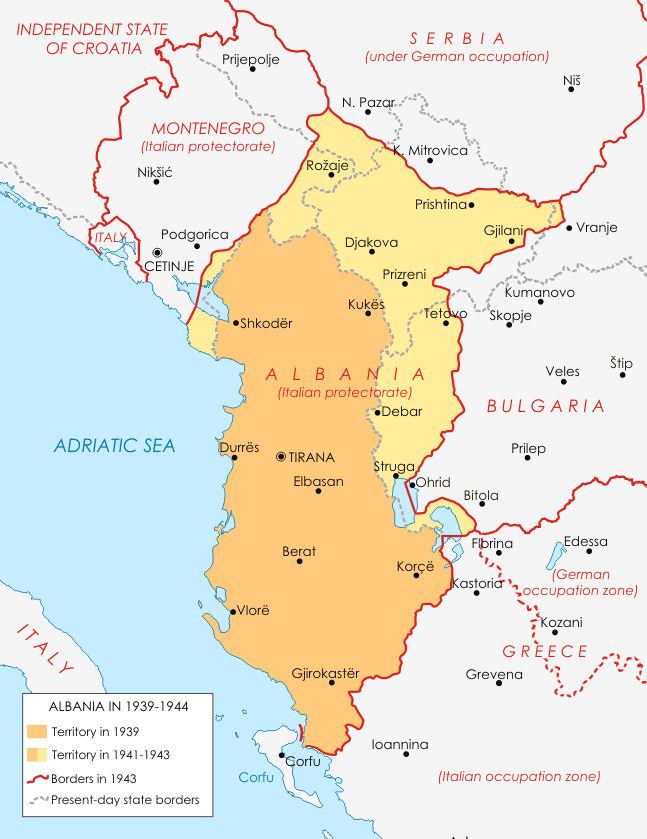
Mapa Albanii w latach 1939–1944

Inwazja na Albanię – krótkotrwała operacja militarna wojsk włoskich w dniach 7–10 kwietnia 1939 roku, której skutkiem było zajęcie Królestwa Albanii. Królestwo Albanii stało się częścią Wielkich Włoch, w unii personalnej z dynastią sabaudzką.

## Geneza
Po wybuchu I wojny światowej południowo-zachodnia i zachodnia część Księstwa Albanii znalazła się pod kontrolą Włochów, którzy próbowali przejąć kontrolę nad odtwarzającymi się strukturami państwa albańskiego. Główną bazą wojsk włoskich stanowiło nadbrzeżne miasto Wlora. 4 czerwca 1920 roku albańscy powstańcy rozpoczęli walkę z oddziałami włoskimi i po stoczeniu bitwy o Wlorę podpisany został tzw. protokół tirański, po którym Włosi ewakuowali swoje oddziały z Albanii do 2 września 1920 (z wyjątkiem wyspy Sazan). 
Inwazja na Albanię była wyrazem mocarstwowej polityki prowadzonej przez faszystowskiego przywódcę Włoch, Benito Mussoliniego. Królestwo Albanii miało strategiczne znaczenie dla interesów włoskich. Port w mieście Wlora i wyspa Sazan dawały panowanie nad Zatoką Vlorë, a tym samym nad wejściem na Morze Adriatyckie, co było szczególnie ważne dla włoskiej floty wojennej. Z kolei terytorium Albanii stanowiło bazę wypadową dla ekspansji na Bałkany. Od połowy lat 20. Włosi inwestowali ekonomicznie w Albanii. Rząd albański zgodził się na eksploatację złóż mineralnych. Pojawili się też osadnicy włoscy. W latach 1926–1927 oba państwa zawarły sojusz obronny. Armia albańska była odtąd szkolona i zaopatrywana przez Włochów. Pogłębiała się także zależność gospodarcza Albanii od sąsiednich państw. Panowanie w Albanii (od 1925 roku) Ahmeda Zogu zagwarantowało Albanii stabilność polityczną, a nawet powolny rozwój.
Jednakże pomimo narastającej presji włoskiej, władca Królestwa Albanii Zogu I przeciwstawiał się całkowitemu podporządkowaniu Włochom. W 1931 roku otwarcie wystąpił przeciw odnowieniu sojuszu z 1926, ale demonstracja włoskich okrętów w pobliżu wybrzeża albańskiego zmusiła króla Albanii do zacieśnienia współpracy z Włochami. Po Anschlussie Austrii i zajęciu części Czechosłowacji (w 1938 roku) przez III Rzeszę, Włosi poczuli się jak członek Osi drugiej kategorii. Całkowite opanowanie Czechosłowacji w marcu 1939 roku, bez uprzedniego powiadamiania o tym włoskich sojuszników, doprowadziło ostatecznie do decyzji Mussoliniego o podbiciu Albanii. Dodatkowym czynnikiem były też narodziny syna Zoga I (Leka I Zogu), tj. następcy tronu albańskiego, co przekreślało plany zainstalowania na nim króla Włoch Wiktora Emanuela III. W tej sytuacji 25 marca rząd włoski przekazał Albanii ultimatum, w którym żądał zgody m.in. na osadnictwo włoskie, zajęcie przez wojska włoskie strategicznych punktów na terytorium państwa i zawarcie unii celnej. Ultimatum było trzymane w tajemnicy przed opinią publiczną. 3 kwietnia 1939 szef sztabu armii włoskiej gen. Alberto Pariani wydał tajny rozkaz nr. 80 określający strategię agresji na Albanię. Rząd albański 5 kwietnia przedstawił kontrpropozycję, ale machina wojenna już ruszyła.

## Siły stron

### Wojska włoskie
Włoskie wojska inwazyjne (22 000 żołnierzy) składały się z oddziałów, które były ad hoc łączone ze sobą. Występowały pod nazwą Korpus Ekspedycyjny O.M.T. Na jego czele stał gen. Alfredo Guzzoni. Na wyposażeniu oddziałów inwazyjnych znajdowało się 125 lekkich czołgów, 860 samochodów, 1200 motocykli, 64 działa i moździerze.
Korpus był podzielony na 3 „grupy”, które sukcesywnie lądowały w wyznaczonych miastach lub punktach Albanii. Najważniejsze znaczenie miała pierwsza „grupa”, która była podzielona na 4 „kolumny”:
- Pierwsza Grupa
  - Pierwsza kolumna – dowódca płk Arturo Scattini (punkt lądowania: San Giovanni di Medua, cel: Szkodra)
    - III Batalion Bersaglieri
    - VI Batalion Bersaglieri
    - XXVIII Batalion Bersaglieri
    - dwie kompanie ze składu Batalionu Piechoty Morskiej „San Marco"

  - Druga kolumna – dowódca gen. Giovanni Messe (punkt lądowania: Durrës, cel: Tirana)
    - II Batalion Bersaglieri
    - X Batalion Bersaglieri
    - XIV Batalion Bersaglieri
    - XVII Batalion Bersaglieri
    - XXVII Batalion Bersaglieri
    - I Batalion 47 Pułku Piechoty
    - VIII Batalion Lekkich Czołgów
    - I Batalion Grenadierów
    - II Batalion Grenadierów
    - bateria artylerii 65 mm
    - bateria artylerii przeciwlotniczej

  - Trzecia kolumna – dowódca płk Giovanni Bernardi (punkt lądowania: Wlora, cel: Fier)
    - I Batalion Bersaglieri
    - XVI Batalion Bersaglieri
    - XL Batalion Czarnych Koszul
    - LXXVI Batalion Czarnych Koszul

  - Kolumna czwarta – dowódca płk Carasi (punkt lądowania: Saranda, cel: Gjirokastra)
    - XX Batalion Bersaglieri
    - XXXIII Batalion Bersaglieri
    - III Grupa Szybkich Czołgów „San Giorgio"
    - dwie kompanie ze składu Batalionu Piechoty Morskiej „San Marco"
- Druga Grupa
  - dowództwo 47 Pułku Piechoty
  - II batalion 47 Pułku Piechoty
  - IX Batalion Karabinów Maszynowych
  - I Batalion Kawalerii 6 Pułku Kawalerii „Aosta"
  - II Batalion Kawalerii 4 Pułku Kawalerii „Genova"
  - XVIII Batalion Ciężkiej Artylerii Polowej
  - CXV Batalion Ciężkiej Artylerii Polowej
- Trzecia Grupa
  - dowództwo 23 Dywizji Piechoty „Murge"
  - 48 Pułk Piechoty
  - III Batalion 47 Pułku Artylerii
  - XCII Batalion Czarnych Koszul
  - 14 Pułk Artylerii Polowej

### Wojska albańskie
Siły albańskie przeznaczone do obrony kraju liczyły 9600 ludzi, z czego 4000 stanowili żołnierze armii albańskiej. Głównodowodzącym był król Zogu I, składały się z:
- wojska lądowe
  - 12 batalionów piechoty, w tym 6 kadrowych
  - 6 batalionów królewskiej straży granicznej (około 1100 żołnierzy)
  - gwardia królewska
  - 2 szwadrony zmotoryzowane (kilka włoskich samochodów pancernych Lancia I.Z. i Bianchi oraz lekkich czołgów Fiat 3000B, 6 tankietek CV 3/33)
  - 22 baterie artylerii polowej, dysponujące 54 działami różnych typów, w tym 12 – 65mm, 6 – 75 mm, 2 – 105 mm, 2 – 149 mm
  - 3 baterie artylerii przeciwlotniczej
  - bateria artylerii nadbrzeżnej w Durrës
  - 9 kompanii saperów
  - 4-5 batalionów żandarmerii (ok. 3 tys. żandarmów)
  - policja (ok. 200 policjantów)
- siły lotnicze (w fazie tworzenia, bez samolotów)
- flota wojenna (ok. 140 żołnierzy)
  - 4 lekkie okręty patrolowe produkcji włoskiej klasy MAAS „Tirana”, „Saranda”, „Durres”, „Shengjin"
  - uzbrojony jacht królewski „Ilirja"

## Działania wojenne
7 kwietnia 1939 roku o godzinie 5.30 wojska włoskie rozpoczęły lądowanie w Durrësie. Dowodzący 2 batalionem bersalierów płk Nino Sozzani meldował o silnym ogniu karabinów maszynowych, który opóźnił lądowanie o dwie godziny.
Opór stawił oddział albańskiej żandarmerii (dowodzony przez Abaza Kupiego), ale został on przełamany jeszcze tego samego dnia. Postacią szczególnie uhonorowaną przez Albańczyków był sierżant Mujo Ulqinaku, który samotnie stawiał opór jednemu z włoskich oddziałów, zanim zginął. O godzinie 7.15 samoloty zbombardowały zgrupowanie wojsk albańskich w rejonie Wlory, powodując jego rozproszenie. W tym czasie toczyły się walki w rejonie wsi Bestrovë, k. Wlory i w Sarandzie, gdzie zginął jeden z oficerów włoskich. Król Zogu I wraz z rodziną uciekli tego samego dnia do Grecji, a następnie udali się do Londynu. Zabrali ze sobą część rezerw złota Albańskiego Banku Centralnego. Włoskie oddziały zmotoryzowane zmierzające do Tirany zostały ostrzelane, co spowodowało opóźnienie o jeden dzień decyzji o wkroczeniu do stolicy Albanii. Po zbombardowaniu Tirany przez włoskie samoloty oddziały inwazyjne nie napotkały oporu wkraczając do miasta.
W dniu 8 kwietnia doszło do dwugodzinnych walk na południe od Szkodry, gdzie opór najeźdźcom stawili żołnierze z batalionu Tarabosh i grupa ochotników. Postępy wojsk inwazyjnych były błyskawiczne. 8 kwietnia zajęły one Tiranę, 9 kwietnia – Szkodrę i Gjirokastrę, zaś do 14 kwietnia po zajęciu miasta Kukës opanowały cały kraj.
Agencja włoska Stefani określiła straty włoskie w pierwszym dniu operacji na 11 zabitych i 53 rannych. Większość oddziałów włoskich, biorących udział w inwazji, opuściła Albanię, a na ich miejsce przybyły jednostki przeznaczone do okupacji kraju. 12 kwietnia parlament albański przegłosował zdetronizowanie Zoga I i zjednoczenie kraju z Włochami, oferując koronę królowi włoskiemu Wiktorowi Emanuelowi III. Albania stała się włoskim protektoratem. Premierem został właściciel ziemski Shefqet Verlaçi.

## Kultura masowa
- Kronike e atyre viteve – film fabularny prod. albańskiej z 1986 roku
- Plaku dhe hasmi – film fabularny prod. albańskiej z 1981 roku
- Pranvere e hidhur – film fabularny prod. albańskiej z 1985 roku